# Matane
Matane ist eine Stadt in der Verwaltungsregion Bas-Saint-Laurent der kanadischen Provinz Québec. 
Sie liegt am Südufer des unteren  Sankt-Lorenz-Stroms, bei der Mündung des Flusses Rivière Matane, 350 km nordöstlich der Provinzhauptstadt Québec.

## Söhne und Töchter der Stadt
- Félix-Adrien Gauthier, von 1960 bis 1963 Bürgermeister, Namensgeber der Fähre F.-A.-Gauthier
- Joseph Rouleau (1929–2019), Opernsänger
- Paul-Henri DuBerger (1939–2012), Maler

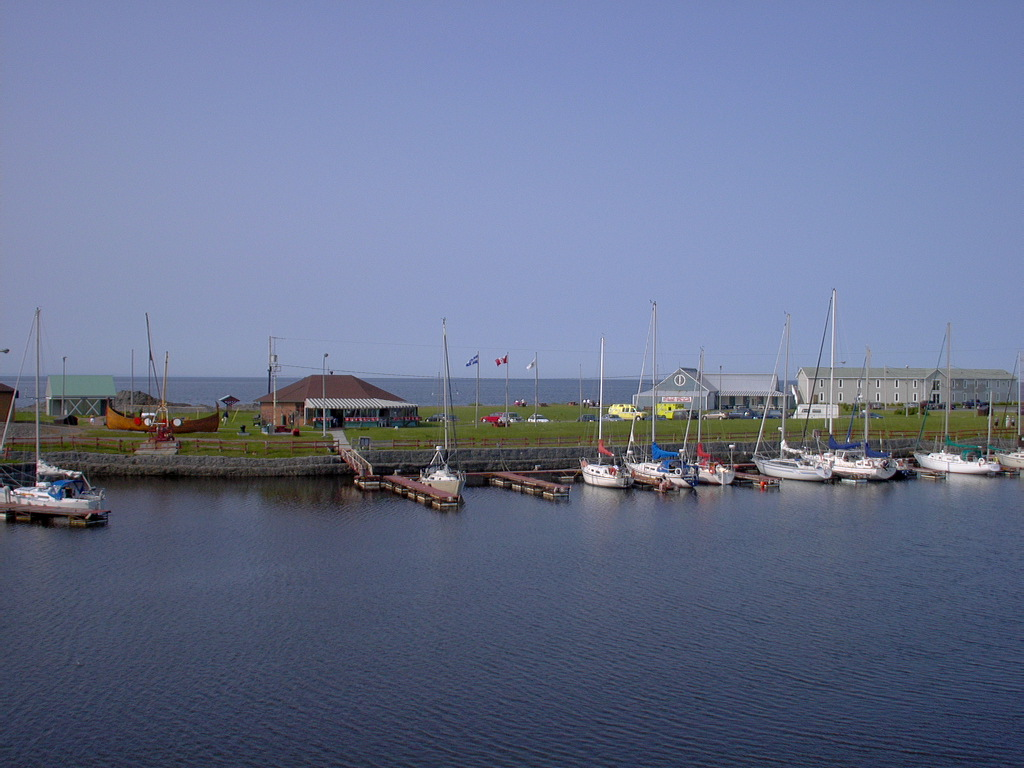
Marina von Matane

- Alain Côté (* 1957), Eishockeyspieler
- Yves Racine (* 1969), Eishockeyspieler